# Vitaly Ivanovich Churkin
Vitaly Ivanovich Churkin (tiếng Nga: Виталий Иванович Чуркин, IPA: [vʲɪˈtalʲɪj ɪˈvanəvʲɪtɕ ˈtɕurkʲɪn]; 21 tháng 2 năm 1952 – 20 tháng 2 năm 2017) là một nhà ngoại giao và cựu diễn viên nhí người Nga. Churkin từng là đại diện thường trực của Nga tại Liên Hợp Quốc từ năm 2006 cho đến khi ông qua đời vào năm 2017.
Trước đây ông là Đại sứ lưu động tại Bộ Ngoại giao Liên bang Nga (2003 – 2006), Đại sứ Canada (1998 – 2003), Đại sứ Bỉ và Liên lạc Đại sứ tại NATO và WEU (1994 – 1998), Thử trưởng Bộ trưởng Ngoại giao và Đại diện đặc biệt của Tổng thống Liên bang Nga tại các cuộc đàm phán về Nam Tư cũ (1992 – 1994), Giám đốc Cục Thông tin của Bộ Ngoại giao Liên bang Xô/Nga (1990 – 1992). Churkin thông thạo tiếng Anh, tiếng Pháp và tiếng Mông Cổ.